# Rogatec
Rogatec – wieś w Słowenii, siedziba gminy Rogatec. W 2018 roku liczyła 1505 mieszkańców.